# Teatro di Torico
Il teatro di Torico (in greco Αρχαίο Θέατρο Θορικού?), situato a nord di Lavrio, era un antico teatro greco nel demos di Thorikos in Attica, in Grecia. È uno dei più antichi teatri greci conosciuti ed è stato costruito intorno al 525-480 aC. Il teatro è insolito per la forma oblunga anziché com'è tipico a semicerchio.